# Евсеев, Алексей Алексеевич
Алексей Алексеевич Евсеев (1891 — ?) — советский инженер, лауреат Сталинской премии.
Родился в 1891 году в Москве. Сын владельца кузовной и каретной фирмы «А.Евсеев». По направлению отца выучился во Франции каретному делу.
В 1918 году добровольцем вступил в Красную Армию, участник Гражданской войны.
В 1922—1926 годах начальник кузовного цеха Московского автобронетанкового завода.
С 1926 года начальник кузовного цеха на заводе АМО (Завод имени Сталина). За хорошую организацию производства кузовов 27 мая 1933 г. (дата вручения) награждён орденом Ленина (на тот момент — высшая государственная награда).
В 1938 году арестован. Через год реабилитирован и назначен начальником кузовного цеха автозавода имени Коммунистического Интернационала Молодёжи («КИМ»).
Вернулся на ЗИС в 1941 году на прежнюю должность. С 1943 года заместитель главного конструктора по кузовам.
С 1953 года на пенсии.
Сталинская премия 1949 года (в составе коллектива) — за разработку конструкции грузового автомобиля «ЗИС-150».